# Perper serbi
El Perper va ser la moneda utilitzada en l'Imperi serbi sota l'emperador Stefan Uroš IV Dušan Nemanjić. El seu nom prové de la "Hyperpyron", moneda de l'Imperi Romà d'Orient.
En l'Imperi serbi, sota el regnat de Stefan Uroš IV Dušan Nemanjić, el Perper va ser una gran unitat monetària: l'impost imperial va ser d'un Perper l'any per casa.